# Nanomis
Nanomis is een geslacht van haften (Ephemeroptera) uit de familie Baetidae.

## Soorten
Het geslacht Nanomis omvat de volgende soorten:
- Nanomis galera